# A Fazenda
A Fazenda ist eine ursprünglich aus Schweden stammende Reality-Show, die seit 2009 in Brasilien ausgestrahlt wird. In Deutschland wurde das Format durch die von RTL im Frühjahr 2010 einmalig ausgestrahlte Staffel von Die Farm bekannt, die von Inka Bause moderiert wurde.

## Geschichte und Hintergrund
In der Show geht es um eine Gruppe von Menschen, die isoliert von der Außenwelt auf einem Bauernhof zusammenleben und dabei rund um die Uhr von Kameras verfolgt werden. Im Gegensatz zum deutschen Format sind dabei in der brasilianischen Variante Prominente Teilnehmer der Sendung. 2012 gab es einmalig unter dem Titel Fazenda de Verão eine Variante mit nicht-prominten Teilnehmern. In der Sendung konkurrieren die Kandidaten um den Gewinn des Preisgeldes. Hierzu wird wöchentlich von den Zuschauern ein Kandidat gewählt, der ausscheiden muss, bis am Ende der Staffel der letzte Prominente übrig bleibt, der den Preis für sich beanspruchen kann.
Die Sendung wird seit 2009 von RecordTV ausgestrahlt, seit 2012 erfolgt die Ausstrahlung in HDTV-Qualität. Zunächst befand sich die für die Aufnahmen genutzte Farm in Itu, seit 2017 wird eine Lokalität in Itapecerica da Serra genutzt. Moderatoren waren in den ersten sieben Staffeln Britto Júnior, anschließend für zwei Staffeln Roberto Justus und für drei Staffeln Marcos Mion. Seit der 13. Staffel wird die Sendung von Adriane Galisteu moderiert, die zuvor unter anderem bei Rede Bandeirantes und dem brasilianischen Ableger des Fox Sports Networks tätig war.